# Акаталепсія
Акатале́псія (у давньогрецькій мові α – заперечна частка і κατάληψις – схоплення, оволодіння, утримування) — у філософській традиції античного скептицизму — усвідомлення непізнаваності світу і власного незнання про нього; термін на позначення духовного стану людини, в якому вона, з огляду на сумнівність усіх знань, уникає будь-яких ствердних суджень.
Твердженням про акаталепсію передували міркування елеатів Ксенофана й Парменіда про нерухоме буття, діалектика Геракліта, атомістика Демокрита, учення софістів Протагора й Горгія, а також Сократа і стоїків.

Акаталепсія у вченні Піррона з Еліди. В античній філософії поняття Акаталепсія вперше вживається у висловлюваннях Піррона. Він вважав: наші відчуття не передають точної суті оточуючих предметів. Не вхоплює її також розум, оскільки помиляються його «керівники» — органи чуття. І розум, і відчуття привносять в образ предметів «домішки».
У Сократа є афоризм: «Я знаю, що нічого не знаю». Піррон поглибив пізнавальний песимізм: «Я не знаю навіть того, що я нічого не знаю». Він поставив під абсолютний сумнів будь-яке знання, навіть те, що людина здатна відрізнити життя від смерті. На Пірронове переконання, ніщо не доведено: ні істинність, ні хибність усіх наших знань; також не доведено як положення про принципову недосяжність достовірного знання, так і протилежне — що істинне знання доступне. Немає ні прекрасного, ні потворного; ні справедливого, ні несправедливого — все однакове і ніщо не існує.
Піррон дійшов висновку: намагання пізнати істину — марна справа; людина не годна збагнути світ — мудрість і знання є лише в богів. За його вченням, людині, щоб бути щасливою, треба усвідомити власне незнання й незворушно сприймати перебіг життя, не перейматися нічим, а головне — в усьому сумніватися.

Тимон та Аркесилай про акаталепсію. Міркування про Акаталепсію підтримав Тімон із Фліунта (320–230 рр. до н. е.) — учень Піррона. Він відомий як автор літературних творів, зокрема сатиричної поеми «Силли», в якій критикував тогочасних філософів за прагнення до істини.
Поглибив учення про Акаталепсію також Аркесилай (бл. 315 — бл. 240 рр. до н. е.) у полеміці із стоїками. Він досконало складав «рівносильні» промови «за» і «проти» на будь-яку тему; з цього дійшов висновку про необхідність утримуватися від суджень (принцип епохе).

Теоретичне значення акаталепсії. У міркуваннях античних філософів Акаталепсія виконувала регулятивну функцію: її застосування не дозволяло припуститися методологічної помилки, легковажно приймаючи переконливі враження та роблячи на цій ненадійній основі поспішні висновки.
Міркування про непізнаваність світу згодом розвинуті в номіналізмі, агностицизмі тощо.